# شان گان
شان گان (انگلیسی: Sean Gunn؛ زادهٔ ۲۲ مهٔ ۱۹۷۴) یک هنرپیشه اهل ایالات متحده آمریکا است. او برادر کوچکتر فیلم‌ساز آمریکایی جیمز گان است.

## بخشی از فیلمشناسی
از فیلم هایی که وی در آن نقش داشته‌است می‌توان به آثار زیر اشاره کرد:
- نگهبانان کهکشان (۲۰۱۴)
- نگهبانان کهکشان - بخش ۲ (۲۰۱۷)
- نگهبانان کهکشان - بخش ۳ (۲۰۲۳)
- استثنایی‌ها